# Carnarvon (Südafrika)
Carnarvon (früher Harmsfontein) ist eine Stadt in der Gemeinde Kareeberg, Distrikt Pixley Ka Seme, Provinz Nordkap in Südafrika. Sie liegt 135 Kilometer nordöstlich von Williston in der Karoo, im Kreuzungsbereich der Straßen R63, R384 und R386 auf einer Höhe von 1309 Metern über dem Meeresspiegel. 2011 hatte sie 6612 Einwohner.

## Geschichte
Ursprünglich wurde das Gebiet vor Jahrhunderten von San durchstreift. Diese wurden aber ab Ende des 18. Jahrhunderts von zugewanderten Farmern – den Treckburen, den Baster, den Khoikhoi, den Koranna und den Xhosa vertrieben.
Um 1850 gab es hier Konflikte zwischen einigen dieser Stämme. Die Rheinische Mission mit Reverend Christoph Alheit übernahm die Versorgung von 110 Flüchtlingen, die dort angesiedelt wurden. 1860 wurde ein Dorf mit dem Namen Harmsfontein gegründet. Der Name wurde dann 1874 in Carnarvon geändert, nach dem britischen Kolonialsekretär Henry Howard Molyneux Herbert (1831–1890), dem Earl von Carnarvon. Das Stadtrecht bekam Carnarvon 1882.

## Wirtschaft
Schafzucht und Jagdfarmen sind die hauptsächlichen Einnahmequellen.

## Sehenswürdigkeiten
Die Karoo der Nordkap-Provinz ist für die Radioastronomie ideal, weil sie spärlich bevölkert ist, mit minimaler Hochfrequenzstörung durch synthetische Quellen wie Mobiltelefone, TV und Flugverkehr. Mit dem nahe Carnarvon gelegenen Square Kilometre Array (SKA) soll die Untersuchung erster Strukturen im jungen Universum im Frequenzbereich von einigen Megahertz bis Gigahertz erfolgen. In dieser Anlage werden über 200 Radioteleskope mit einer effektiven Gesamtfläche von einem Quadratkilometer arbeiten. Dabei wird das SKA etwa hundertmal empfindlicher sein als zurzeit verfügbare Instrumente, was die Effizienz gerade im Bereich von Durchmusterungen erheblich steigern soll.
- Appie van Heerden Nature Reserve
- Karee Mountains